# Węglino (jezioro)
Węglino (niem. Gross Waglin See, Gross Woglin See) – jezioro na Wzgórzach Bukowych, położone w Puszczy Bukowej, na północny wschód od wsi Chlebowo w województwie zachodniopomorskim, w powiecie gryfińskim, w gminie Stare Czarnowo.
Powierzchnia 5,32 ha, z czego ok. 2 ha od wschodu są silnie zarośnięte. Długość części niezarośniętej ok. 210 m, szerokość ok. 150 m, 
Węglino to malowniczo położone jezioro śródleśne w północnej części uroczyska Gorzeń. Linia brzegowa nie jest rozwinięta, wzdłuż brzegów znajdują się liczne punkty widokowe.